# Jasmila Žbanić
Jasmila Žbanić (ur. 19 grudnia 1974 w Sarajewie) – bośniacka reżyserka, scenarzystka i producentka filmowa. W swojej twórczości ukazuje bolesne karty najnowszej historii swojego kraju, odwołując się zwłaszcza do pokłosia wojny w Bośni z lat 90. XX w.

## Życiorys
Ukończyła studia na wydziale reżyserii w Akademii Sztuk Pięknych w Sarajewie. Zasłynęła już swoim fabularnym debiutem Grbavica (2006), nagrodzonym Złotym Niedźwiedziem na 56. MFF w Berlinie. Film odwoływał się do wojennych traum masowo gwałconych w Bośni kobiet. Kolejny obraz Žbanić, Jej droga (2010), miał swoją premierę w konkursie głównym na 60. Berlinale.
Poświęcona masakrze w Srebrenicy Aida (2020) startowała w konkursie głównym na 77. MFF w Wenecji i zdobyła nominację do Oscara dla najlepszego filmu nieanglojęzycznego.
Žbanić przewodniczyła jury sekcji „Horyzonty” na 78. MFF w Wenecji (2021).
W 2017 roku była zaangażowana w podpisanie deklaracji o wspólnym języku Serbii, Czarnogóry, Chorwacji i Bośni i Hercegowiny, dokumentu, w powstanie którego zaangażowanych było około dwustu językoznawców i pisarzy z czterech państw byłej Jugosławii. Deklaracja przedstawiona została w Sarajewie 30 marca 2017 i w ciągu 20 godzin podpisało ją ponad 2000 osób. Celem deklaracji było między innymi zwrócenie uwagi na sztuczne, wynikające z nacjonalizmów podziały i uwydatniane na siłę różnice, nadmierny i nieautentyczny puryzm. Podkreślano, że istnienie jednego, wspólnego języka nie zmienia faktu, że państwa i narody są cztery i nie ma nic wspólnego z przynależnością etniczną i poczuciem tożsamości narodowej.

## Filmografia
- 1995: Autobiografija
- 1997: Poslije, poslije
- 1998: Noć je, mi svijetlimo
- 1998: Ljubav je...
- 2000: Crvene gumene čizme
- 2003: Sjećaš li se Sarajeva
- 2004: Rođendan
- 2006: Grbavica
- 2010: Jej droga (Na putu)
- 2013: Za one koji ne mogu da govorje / For Those Who Can Tell No Tales
- 2013: Otok ljubavi
- 2020: Aida (Quo vadis, Aida?)